# Йосида
Йосида (яп. 吉田町 Ёсида-тё:) — посёлок в Японии, находящийся в уезде Хайбара префектуры Сидзуока. Площадь посёлка составляет 20,84 км², население — 29 197 человек (1 августа 2014), плотность населения — 1401,01 чел./км².

## Географическое положение
Посёлок расположен на острове Хонсю в префектуре Сидзуока региона Тюбу. С ним граничат города Симада, Макинохара, Яидзу.

## Население
Население посёлка составляет 29 197 человек (1 августа 2014), а плотность — 1401,01 чел./км². Изменение численности населения с 1980 по 2005 годы:
| 1980 | 21 474 чел. |  |
| 1985 | 23 142 чел. |  |
| 1990 | 25 147 чел. |  |
| 1995 | 26 475 чел. |  |
| 2000 | 27 492 чел. |  |
| 2005 | 28 648 чел. |  |

## Символика
Деревом посёлка считается сосна, цветком — хризантема.